# Airbus Group
Airbus Group SE är en multieuropeisk koncern, med sina 133 782 anställda och med verksamhet på över 170 platser runt om i världen, som är tillverkare av kommersiella flygplan och produkter inom försvarsindustrin och rymdfart. Deras huvudkontor finns i Leiden i Nederländerna. Koncernen bildades 1 januari 2014 när European Aeronautic Defence and Space Company (EADS) slog ihop alla sina koncerndelar till ett nytt bolag. I det nya bolaget finns tre divisioner, Airbus, Airbus Helicopters och Airbus Defence & Space.
Airbus Group är världens största luft- och rymdfartskoncern.

## Koncerndivisioner
Airbus uppdelat i följande divisioner:
- Airbus
- Airbus Helicopters
- Airbus Defence & Space
  - Communication, Intelligence & Security Systems
  - Equipment
  - Military Aircraft
  - Space Systems